# Kotwa
Kotwa es una ciudad censal situada en el distrito de Varanasi en el estado de Uttar Pradesh (India). Su población es de 11383 habitantes (2011). 

## Demografía
Según el censo de 2011 la población de Kotwa era de 14394 habitantes, de los cuales 7777 eran hombres y 6617 eran mujeres. Kotwa tiene una tasa media de alfabetización del 58,39%, inferior a la media estatal del 67,68%: la alfabetización masculina es del 66,18%, y la alfabetización femenina del 49,13%.